# Cincloramphus timoriensis
Cincloramphus timoriensis é uma espécie de ave da família Locustellidae.
Pode ser encontrada nos seguintes países:  Austrália, Indonésia, Papua-Nova Guiné e Filipinas.